# Bothrops medusa
Espèce
Synonymes
- Lachesis medusa Sternfeld, 1920
- Bothriopsis medusa (Sternfeld, 1920)

Bothrops medusa est une espèce de serpents de la famille des Viperidae. 

## Répartition
Cette espèce est endémique du Venezuela. Elle se rencontre dans les États d'Aragua et de Carabobo.

## Description
L'holotype de Bothrops medusa, un mâle, mesure 460 mm dont 78 mm pour la queue. C'est un serpent venimeux.

## Publication originale
- Sternfeld, 1920 : Eine neue Schlange der Gattung Lachesis aus Südamerika. Senckenbergiana, vol. 2, p. 179-181 (texte intégral).